# Francisco Pelayo Covarrubias
Francisco Pelayo Covarrubias (Comondú, Baja California Sur; 8 de noviembre de 1969) es un político mexicano, miembro del Partido Acción Nacional. Fue diputado federal en la LXII Legislatura del Congreso de la Unión de 2012 a 2015 y presidente municipal de Comondú de 2015 a 2018. En las elecciones estatales de Baja California Sur de 2021 fue postulado por su partido como candidato a la gubernatura.

## Primeros años
Francisco Pelayo Cobarrubias nació el 8 de noviembre de 1969 en Comondú, Baja California Sur, México. Estudió la licenciatura en mercadotecnia en la Universidad del Valle de Atemajac. Es sobrino de Marcos Covarrubias Villaseñor, gobernador de Baja California Sur de 2011 a 2015.

## Trayectoria política
Inició su trayectoria política en 2005 como coordinador de la campaña de su tío para presidente municipal de Comondú. En las elecciones federales de 2012 fue electo como diputado federal en representación del distrito 1 del estado de Baja California Sur. Integró la LXII Legislatura del Congreso de la Unión del 1 de septiembre de 2012 al 31 de agosto de 2015. En las elecciones estatales de Baja California Sur de 2015 fue electo como presidente municipal de Comondú con el apoyo del 42% de los votos emitidos. Ocupó el cargo de 2015 a 2018.
El 20 de diciembre de 2020 se registró como el único aspirante a la candidatura para gobernador del Partido Acción Nacional y la coalición Unidos Contigo para las elecciones estatales de 2021.